# Oligacanthorhynchus citilli
Oligacanthorhynchus citilli är en hakmaskart som först beskrevs av Rudolphi 1806.  Oligacanthorhynchus citilli ingår i släktet Oligacanthorhynchus och familjen Oligacanthorhynchidae. Inga underarter finns listade i Catalogue of Life.